# 核物質不明量
核物質不明量 (英： Material unaccounted for ; MUF)は、核査察における核物質、特にプルトニウムの量の管理に関する、原子力の用語である。もっと直訳的に不明物質量、あるいはもっと穏便な表現で、在庫差と呼ばれる場合も多い。

## 概要
核拡散防止条約(NPT)においては、同条約で正式に核兵器の保有が認められている、アメリカ、ロシア、イギリス、フランス、中国の5カ国の核兵器国以外の締約国（非核兵器国）は、核兵器の製造、取得を禁止され、また、原子力の平和利用を行なう場合、国際原子力機関（IAEA）との間で保障措置 (Safeguards) 協定を締結することが、義務付けられている(第三条)。
同協定に基づき、締結国はその保有する核物質の在庫量、原子力施設に関する情報をIAEAに逐次報告し、IAEA は、査察官を派遣して、その報告の真偽を確認する。これが一般に言われるところの、IAEAによる核査察 (Inspection)である。
原子力発電所、核燃料製造施設、使用済み核燃料貯蔵施設、再処理施設、研究施設などの原子力施設に存在する核物質は、原子炉の運転、処理の実施、自然崩壊、各施設間の移動などで刻々変動する。これに伴う在庫量の増減は、施設管理者により、逐一記録され管理されることになっている。これを計量管理と呼ぶが、会計帳簿と非常に良く似たシステムで管理されている。
IAEAの通常査察では、原子力施設の、実際の核物質在庫量を調査し、前回査察時から今回までの期間について、計量管理記録と比較を行なう。この際、記録上の在庫量（Book Inventory）と、実際に測定された在庫量（物理的在庫量 ； Physical Inventory）の間には、例えば測定誤差や、施設の装置に付着したため測定にかからなかった核物質などのため、差異が生じることになる。この差異（記録上の在庫量 - 物理的在庫量）が核物質不明量 (MUF)である。より詳しい表現は次のようになる。

MUF = BE - PE

BE = PB + X - Y

BE = 査察時における記録上の在庫量（Book Ending Inventory）

PE = 査察時における物理的在庫量（Ending Physical Inventory）

PB = 前回査察時における物理在的庫量（Beginning Physical Inventory）

X = 査察対象期間中の記録上の増分

Y = 査察対象期間中の記録上の減分

統計学的に考査して、MUFが不適切に大きい場合は、核物質が軍事に転用されたことが疑われる。しかし、現実には、測定誤差は、全核物質扱い量の約1%程度になることが避けられず、さらに、統計学的に確実に、故意の核物質の隠蔽が行なわれていると断定できるMUFは、その約3.3倍になる。
例えば、現在試験運転中の六ヶ所再処理工場は、年間約800トン（ウラン換算）の、使用済み核燃料を処理する予定であるが、この内の約1%にあたる約8トンがプルトニウムであり、実在量の測定誤差が1%とすれば、新たに年間で分離されるプルトニウムについて、約80kgの許容範囲内の誤差が発生することになる。確実に軍事などへの転用を指摘するには、その約3.3倍の、264kgのMUFが必要なことになる。
これに対して、現在の核兵器技術では、約8kgのプルトニウムで核兵器が1個製造できる（原子炉級プルトニウムで製造可能かという点は別として）と言われているので、上記の（確実に指摘できないという意味では）適正なMUFの範囲内で、核兵器33個が製造可能なことになる。これが、核物質計量管理技術の、現在のところの限界である。
しかし、例えば、総原子力発電量が100万kw程度の国であれば、1年間に発生する使用済み核燃料は約30トン（ウラン換算）であり、その中に約300kgのプルトニウムが含まれることになる。従って、1年間に発生するプルトニウムの適正なMUFは 9.9kgとなり、これは核兵器1個の必要量とほぼ同等になるので、計量管理を主とする通常査察も、核物質の軍事転用を監視する手段としては、無意味とは言えない。

## フィクションでの登場
高木仁三郎　『プルトニウムの未来』　岩波書店〈岩波新書〉、1994年。
著名な脱原子力運動家であった作者による、異色の近未来SF。2041年、事故により47年間の昏睡に陥っていた脱原子力運動家の草野は目覚めた。彼を現実世界に導いた男は伊原と名乗った。伊原によれば草野はプルトニウム利用計画のPRに利用される目的で覚醒されたらしい。反発を覚えながらも好奇心に負けた草野は、伊原の案内で、国家特定管理区第一号(原子力特別区域)として日本本国からほぼ隔離された下北半島に建設された巨大核再処理施設「プルトニウム・パーク」に赴く。

## 参考資料
1. ↑  Session 1.4 IAEA Safeguards: Basis and Requirements - IAEA
2. ↑  IAEA Safeguards Glossary 2001 Edition (IAEA保障措置用語集 2001年版 英語 PDF)
3. ↑  Nuclear Weapon Design - アメリカ科学者連盟 (FAS)
4. ↑  年間核兵器３３個分が行方不明にならないと分からない？ 大型再処理工場の計量誤差 - 核情報